# 맥대디
맥대디 (Mckdaddy, 본명: 이기택, 1990년 9월 4일 ~ )는 대한민국의 래퍼이다.

## 출연작
- 《Show Me The Money 777》 (2018년) - 1차 예선 탈락
- 《Show Me The Money 8》 (2019년) - 크루 리벤지 배틀 탈락
- 《Show Me The Money 9》 (2020년) - 본선 탈락
- 《Show Me The Money 11》 (2022년) - Top20 (팀 음원 미션 탈락)